# Abd ar-Rahmán Árif
Abd ar-Rahmán Muhammad Árif (arabul) عبد الرحمن عارف, ejtsd [ʿAbd ar-Raḥman ʿĀrif], teljes nevén Abd ar-Rahmán Muhammad Árif al-Dzsumájli; الرحمن محمد عارف الجميلي (* Bagdad, 1916 – Ammán, Jordánia, 2007. augusztus 24.), iraki katonatiszt, politikus, az al-Dzsumájli klán tagja, 1966–1968 között az Iraki Köztársaság elnöke, emellett 1967-ben rövid ideig Irak miniszterelnöke is. Elődjének, Abd asz-Szalám Árif korábbi köztársasági elnöknek testvérbátyja. Nevének egyéb, a sajtóban előforduló írásmódjai: Abdel Rahman Aref, Abdul Rahman Aref.

## Életpályája

### Ifjúkora
Abd ar-Rahmán Muhammad Árif (Aref) 1916-ban született Bagdadban, amely ekkor az Oszmán Birodalom Bagdadi vilajetjének székhelye volt. 1918-tól Mezopotámia a Brit Birodalom mandátumterületéhez tartozott, majd 1932-től a britek által függetlennek elismert (de valójában brit felügyelet alatt álló) Iraki Királysággá vált. Középiskolai tanulmányainak végeztével az ifjú Árif 20 éves korában, 1936-ban jelentkezett a britek által vezetett bagdadi katonai főiskolára (Baghdad Military College), majd az iraki királyi hadsereg tisztjeként szolgált. A Rasíd Áli al-Gajláni miniszterelnök által vezetett 1941-es németbarát államcsínyben, a „Rasíd Áli-puccsban” való részvételéről nincs információ. Nála öt évvel fiatalabb öccse, Abd asz-Szalám Árif (1921–1966) ugyancsak a katonatiszti pályára lépett.

### Az 1958-as forradalom
Az iraki királyi hadsereg fiatal tisztjeiből verbuválódott a ún. „Szabad Tisztek” csoportja, amely összeesküvést szőt a monarchia megdöntésére.
1958. július 14-én a republikánus tisztek, Abd al-Karím Kászim (1914–1963) dandártábornoknak és Abd asz-Szalám Árif ezredesnek (Abd ar-Rahmán Árif öccsének) vezetésével fegyveres államcsínnyel megdöntötték a monarchiát, és kikiáltották az Iraki Köztársaságot. A forradalomban maga Abd ar-Rahmán Árif is részt vett, csapatai biztosították a Bagdadba észak felől bevezető útvonalakat. (Harcostársa, Ahmed Haszan al-Bakr ezredes, aki szinte napra pontosan egy évtizeddel később, 1968-ban ar-Rahmán Árif utódja lesz az államfői székben, ekkor a habanijai repülőteret foglalta el csapatával). Irak utolsó királyát, a hidzsázi eredetű Hásimita-házból való (Irakban idegennek tekintett) II. Fejszál királyt (1935–1958), családtagjait és miniszterelnökét, Núri asz-Szaídot (1888–1958) a katonák meggyilkolták.
Irak új miniszterelnöke, egyben hadügyminisztere Kászim tábornok lett. A köztársaság első elnöke Kászim harcostársa, Muhammad Nadzsib ar-Rubáj lett, de csak reprezentatív feladatokkal, a tényleges hatalmat Kászim birtokolta. A tábornok–miniszterelnök 1958 augusztusában kilépett a brit-orientáltságú Arab Föderációból (az ehhez való csatlakozás volt a király elleni puccs közvetlen kiváltó oka). Szovjetbarát politikát folytatott, az iraki kommunisták támogatásával, engedélyezte a pártok és szakszervezetek működését. Szakított a korábbi amerikai és brit orientációval, de nem csatlakozott az Egyiptom és Szíria pánarab beállítottságú szövetségéhez, az Egyesült Arab Köztársasághoz sem.
Abd ar-Rahmán Árif öccséből, Abd asz-Szalám Árif tábornokból miniszterelnök-helyettes, belügyminiszter és a haderő helyettes parancsnoka lett Kászim első kormányában. Maga Abd ar-Rahmán Árif pedig tábornoki rangban a haderő vezérkarához került, mint a páncélos erők főfelügyelője. Igyekezett távol maradni a politikától. A forradalom vezetői azonban hamarosan egymás ellen fordultak. Az Árif fivérek a konzervatív, pánarab vonal híveihez húztak, akik követelték Irak csatlakozását a Nasszer egyiptomi elnök által dominált Egyesült Arab Köztársasághoz (az EAK-hoz). Az iraki regionális pártok és a kommunisták (és maga Kászim is) elutasította a Nasszernek való alávetettséget, csak egy lazább szövetséget fogadtak volna el.
Kászim miniszterelnök már 1958. szeptember 10-én leváltotta az ifjabb (asz-Szalám) Árifot a haderő helyettes parancsnoki tisztségéből, szeptember 30-án miniszteri tisztségeiről is. 1958. októberben Abd asz-Szalám Árif és Kászim között szakításra került sor, Árif illegalitásba vonult, novemberben letartóztatták, bíróság elé állították és halálra ítélték. Egykori harcostársa, Kászim tábornok azonban 1959 februárjában megkegyelmezett neki.
A Baasz párti pánarab nasszeristák 1958-ban még támogatták a forradalmat, de 1959-re már ellene fordultak, és október 7-én merényletet kíséreltek meg Kászim ellen, amit a CIA is támogatott. Ebben a puccskísérletben részt vett Irak két későbbi elnöke is, Ahmed Haszan al-Bakr ezredes és unokaöccse, Szaddám Huszajn is, az előbbit lefokozták, utóbbi (a lövöldözésben megsebesülve) Szíriába, majd Egyiptomba menekült). Az ifjabb Árif a börtönben ismerkedett meg al-Bakrral, akiben Kászim-ellenes szövetségesre lelt.
Abd al-Rahmán Árif dandártábornok nem vett részt a szervezkedésben, de öccsének bukása az ő karrierjét is tönkretette: 1961-ben leváltották a páncélos erők éléről, és eltávolították a hadseregből. 1960. szeptember 14-én Bagdadban megalakult az OPEC. A következő évben, 1961-ben Kászim miniszterelnök megvonta a koncessziót a brit tulajdonú Iraq Petroleum Company-tól, ezzel a nemzetközi olajipar is érdekeltté vált elmozdításában.
1961 októberében Kászim meglepő módon szabadon engedte (!) az ellene szőtt összeesküvésért börtönben ülő ifjabb (asz-Szalám) Árifot, aki (kevésbé meglepő módon) sietett összepaktálni az ellenzéki Baasz Párthoz húzó katonákkal, újabb összeesküvést készítve elő.

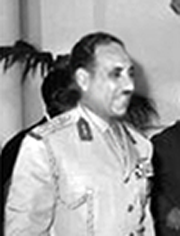
Öccse, Abd asz-Szalám Árif, elnök 1963–66 között.

### Az 1963. februári puccs
1963. február 8-án – kihasználva, hogy a Kászimhoz hű csapatok az északi-iraki Kurdisztánban harcoltak – az ifjabb (asz-Szalám) Árif vezetésével nacionalista tisztek és a Baasz-párthoz hű milicisták, köztük al-Bakr exezredes sikeres puccsot hajtottak végre Bagdadban. Ar-Rubáj elnököt lemondatták (de életben hagyták), Kászim tábornok-miniszterelnököt viszont február 9-én kivégezték. Irak új elnöke Abd asz-Szalám Árif lett, miniszterelnöke Ahmed Haszan al-Bakr tábornok. Abd al-Rahmán Árif, az elnök bátyjaként 1963-tól ismét visszakapta katonai rangját és magas katonai irányítói tisztségeket töltött be.
1963 márciusában Szírában is Baasz párti puccs zajlott le, újra megindultak a tárgyalások az 1961-ben felbomlott arab államszövetségnek, az Egyesült Arab Köztársaságnak újjászervezéséről, de ezek sikertelenek maradtak (főleg az államfők hatalmi féltékenysége miatt).
De éleződtek az ellentétek az iraki Baasz Párton belül is. 1963 novemberében (a Ramadán ünnep idején) Ali Szalih asz-Szádi, a párt jobboldali főtitkára konfrontálódott a párt balszárnyát irányító al-Bakr miniszterelnökkel. Az ún. „Ramadán-lázadást” kihasználva Abd asz-Szalám Árif elnök lemondatta al-Bakr-t, feloszlatta a Forradalmi Parancsnoki Tanácsot, (azaz a kormányt), tábornaggyá léptette elő magát és saját kezébe vette a kormányzást. Ő is tárgyalt Nasszer egyiptomi elnökkel a két ország vezetésének egyesítéséről, de sikertelenül.
Az ifjabb Árif elnök a bátyját, Abd ar-Rahmán Árif tábornokot saját helyettesévé és az iraki haderő vezérkari főnökévé nevezte ki. Az idősebb Árif új Köztársasági Gárdát állított fel, amelynek katonáit az Árif fivérek szülőföldjén, az al-Dzsumajla klán területén toborozták. 1965 szeptemberében ez a „családi milícia” verte le a miniszterelnökké frissen kinevezett nasszerista Árif Abd ar-Razzaknak, a légierő főparancsnokának puccskísérletét, ami erősen megrontotta Egyiptom és Irak kapcsolatát. (Ar-Razzak repülőtábornokot a puccskísérletért halálra ítélték, de elnöki kegyelmet kapott, és szabadon engedték).

### Az Iraki Köztársaság elnöke

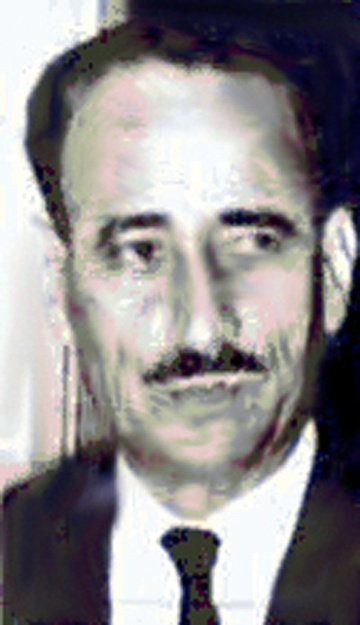
Abd ar-Rahmán Árif elnök

1966. április 13-án Abd asz-Szalám Árif elnök egy sivatagi helikopter-balesetben életét veszítette. Az államfői teendőket ideiglenesen a miniszterelnök, a civil Abd ar-Rahmán al-Bazzáz vette át. A polgárháború megelőzésére al-Bazzáz a Forradalmi Tanácsnak azt javasolta, hogy az elhunyt elnök bátyját, Abd ar-Rahmán Árif tábornokot ismerjék el új elnöknek.
Két napon át tartó tárgyalások során a haderő egymással rivalizáló tiszti csoportjai végül megegyeztek Abd ar-Rahmán Árif tábornok személyében, akit április 16-án kinevezték az Iraki Köztársaság ideiglenes elnökévé, egy év időtartamra. Beiktatási beszédében Árif ígéretet tett, hogy „Irak széthúzó politikai erőcsoportjait vaskézzel együtt fogja tartani, és a saját érdekükért küzdő egoista politikusokat egy demokratikus parlament keretében közös munkára fogja szorítani.” Rendkívül nehéz helyzetet örökölt: a iraki parlamentben pánarab nasszeristák, szocialista beütésű Baasz-pártiak, az Iraki Szociális Unió, az Iraki Munkáspárt, az Arab Szocialista Unió, az arab nacionalisták, továbbá a kommunisták szovjetbarát és Kína-szimpatizáns csoportjai, számtalan kisebb-nagyobb frakció küzdöttek egymással. A helyzetet bonyolította az mesterségesen kreált Irak államot alkotó etnikai, vallási és gazdasági érdekcsoportok: síiták, szunniták, keresztények, modernisták és feudális nagybirtokosok állandó harca. Árif elnök gyengének mutatkozott velük szemben. Az engedmények, amelyeket egyik csoportnak tett, a többiek dühödt tiltakozását váltották ki.

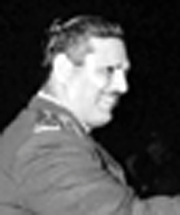
Árif Abd ar-Razzak repülőtábornok

Árif ki volt szolgáltatva a tábornokok akaratának. A nasszerista Ar-Razzak repülőtábornok (akit 1965-ös puccskísérletéért egyszer már halálra ítéltek, de aztán al-Rahmán Árif öccse, Szalám Árif, az akkori elnök elengedte), 1966 júliusában újabb puccskísérletet hajtott végre (ismét leverték, és ismét elengedték, ezúttal az idősebb Áriftól kapott elnöki kegyelmet). Árif elnök lehetőségeinek korlátait mutatta, hogy az elnöki utasítással szabadlábra jutott ar-Razzakot a haderő vezetői „biztonsági okokból” ismét őrizetbe vették anélkül, hogy Árif elnököt erről tájékoztatták volna.
Maga Árif elnök kétszer is felajánlotta lemondását a Nemzetvédelmi Tanácsnak. A széthúzó frakciók azonban egységesen felszólították, maradjon hivatalában mindaddig, amíg nem sikerül új alkotmányt kidolgozni, és annak alapján új elnököt választani. (A monarchiát megdöntő 1958-as forradalom óta az Iraki Köztársaságnak még mindig nem volt alkotmánya).
A haderő tábornokainak követelésére Abd ar-Rahmán Árif elnök 1966. augusztus 9-én leváltotta a civil al-Bazzáz miniszterelnököt, helyére Nadzsi Tálib vezérőrnagyot, a korábbi ipari, majd külügyminisztert nevezte ki. Tálib miniszterelnök katonai kormányzást vezetett be, megszakította a kurdokkal folyó béke- és autonómiatárgyalásokat, amelyeket még al-Bazzáz kezdeményezett. Sikertelenül próbált egyensúlyozni a katonai érdekcsoportok között, és 1967. május 9-én visszaadta megbízatását azzal az indoklással, hogy nem adhat több engedményt a követelőző tábornokoknak.

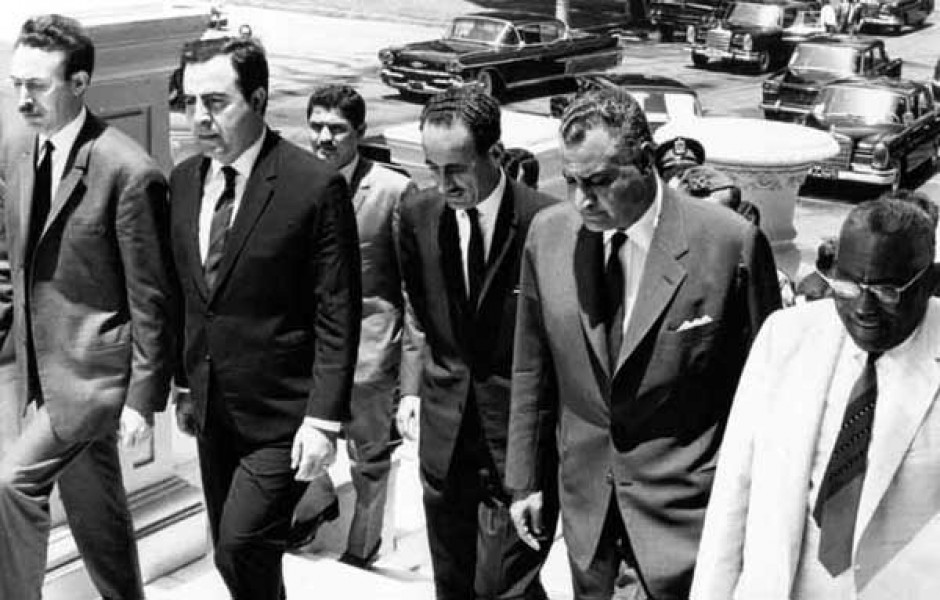
Arab államfők találkozója Kairóban, 1968-ban. Balról jobbra: Bumedien algériai, al-Ataszi szíriai, Abd ar-Rahmán Árif iraki, Nasszer egyiptomi és Izmail al-Azári szudáni elnök.

### A hatnapos háború és következményei
1967. május 10. és július 10. között Abd ar-Rahmán Árif elnök saját kezébe vette a miniszterelnöki teendőket. Ekkor került sor a hatnapos háborúra. 1967. június 5. – június 10. között Izrael megrohanta és elfoglalta Egyiptom, Szíria és Jordánia kulcsfontosságú területeit. Irak csapatait a Golán-fennsíkon vetették harcba, a szír és iraki parancsnokok közötti ősi hatalmi vetélkedés azonban bizalmatlanságot és katasztrófát okozott. Az idejében riasztott iraki légierő jó hatásfokkal hárította az izraeli vadászgépek támadását, a szövetséges gépeik legnagyobb részét az izraeliek gyakorlatilag a földön megsemmisítették.
Az elszenvedett kudarcért Árif elnököt is politikai felelősség terhelte. Helyzete gyorsan gyengült, nem tudott úrrá lenni a növekvő korrupción sem, nem tudta uralni a Ramadan-lázadások óta ellenzékben lévő Baasz Pártot sem. (Az Árif fivérek alapvetően nem tekintették ősellenségnek a Baasz-pártot, ezért következetlenül jártak el vele). A gyengülő elnökkel szemben megerősödött a félretolt al-Bakr, és az őt támogató Baasz-párt regionális csoportjai (főleg a Tikríti klán).
A háború végén Árif lemondott a miniszterelnökségről. A tábornokok kívánságára 1967. július 10-én az exbaaszista Tahir Jahja tábornokot, a katonai hírszerzés és a vezérkar korábbi főnökét nevezte ki új miniszterelnökké, aki már öccsének, Abd asz-Szalám Árifnak hivatali idejében kormányfő volt (1963–1965 között). Jahja neve annyi korrupciós üggyel fonódott össze, hogy az utca népe csak „bagdadi tolvaj”-nevezte. Az Árif-klánhoz hű Szaid Szlajbi ezredes tábornoki előléptetése sem tudta Árif hatalmát stabilizálni. Ekkor már az általa szervezett Köztársasági Gárda is elfordult Áriftól.
1968 július elején Árif leváltotta a korrupcióval gyanúsított al-Farhan mezőgazdasági minisztert. Kormányát azonban nem tudta átalakítani, jelöltjei telefonon át fenyegetéseket kaptak, úgymond a „Forradalmi Parancsnoki Tanács” nevében, és sorra visszaléptek. Nasszer egyiptomi elnök, aki maga is katonai puccsal került uralomra, figyelmeztetni akarta elnök-kollégáját a készülődő forradalom veszélyére. Július 15-én Egyiptom bagdadi nagykövete kihallgatást kért Árif elnöktől. Nasszer üzenetében azt javasolta Árifnak, azonnal szabaduljon meg a korrupciós ügyekbe keveredett Jahja miniszterelnököt, és helyére Irak moszkvai nagykövetét, Husszejn al-Habibot nevezze ki. Nasszer üzenetének további részében javasolta Bagdad helyettes városparancsnokának és az iraki katonai elhárítás helyettes vezetőjének eltávolítását is, mivel szerinte ezek „egy nyugatbarát és a CIA által pénzelt összeesküvő csoport tagjai”. Árif elnök csak Jahja miniszterelnök feláldozásával értett egyet, a többieket megvédte: „Saját barátaimat jobban ismerem, mint Nasszer, aki távol van az itteni ügyektől.” Árif elnök utasítására Khairalláh külügyminiszter értesítette Nasszer jelöltjét, al-Habibot Moszkvában. A katonai elhárítás lehallgatta a külügyminiszter távolsági telefonbeszélgetését, és értesítette a Forradalmi Parancsnoki Tanács összeesküvő tagjait.
1968. július 16-án az elnöki testőrség parancsnoka, Ibrahim Abd ar-Rahman Daúd ezredes egy „atyai beszélgetés” lehetőségét kérte az államfőtől. A meghallgatás során Daúd átadta elégedetlen ifjú tiszttársainak követeléseit: Árif elnök indítson haditörvényszéki vizsgálatot a korrupt politikusok ellen, azonnal váltsa le az alig kinevezett Abd al-Razzak an-Najf miniszterelnököt (1933–1978), és alakítson új kormányt a Baasz-párti tisztek elvárásainak megfelelően. Árif visszautasította a követelést, mondván, a hadsereg tisztikara „maradjon távol a politikától, térjen vissza szolgálati feladataihoz”. 

### Az 1968. júliusi puccs
1968. július 17-én, szerdán hajnalban a bagdadi elnöki palotát tankok vették körül. Árif elnök fia, Kaisz a palota ablakából rálőtt a közeledő tankokra, néhány perces tűzpárbaj alakult ki, de senki sem sebesült meg. Ibrahim Daúd ezredes, testőrparancsnok megnyittatta a kapukat. A puccsot Árif egykori harcostársa, az 56 éves Ahmed Haszan al-Bakr extábornok, a Baasz Párt erős embere irányította, akit a Baasz Párt megerősödött balszárnya és az elégedetlen tisztikar támogatott. A veterán puccsista al-Bakr a főváros mellett fekvő al-Vasas nevű katonai támaszpontról telefonon keresztül megadásra szólította fel Árif elnököt, a Forradalmi Parancsnoki Tanács nevében.
A hatalom átvétele gyorsan és vértelenül lezajlott. A puccsisták vezetője, al-Bakr a hadügyminisztériumban találkozott Áriffal. Al-Bakr szabad távozást biztosított az elnök és családja számára, valamint ígéretet tett, hogy az új kormány Árifnak elnöki nyugdíjat folyósít száműzetésének helyén is. Árif Londont jelölte meg úti céljaként. A lemondási okmány aláírása után az exelnököt lakására szállították, ahol kipihenhette a megrázkódtatást, és felkészülhetett az utazásra. Másnap a hatalom új birtokosa, al-Bakr, Irak új elnöke, a Forradalmi Parancsnoki Tanács vezetője baráti kézfogással búcsút vett régi harcos- és puccsista bajtársától, majd Árif exelnököt feltették a Londonba induló repülőgépre.
Irak új elnöke Ahmed Haszan al-Bakr, alelnöke Szaddám Huszejn lett, akik véres leszámolások során szabadultak meg politikai ellenfeleiktől. Árif exelnök egy évtizeden át Nagy-Britanniában és Törökországban élt.

### Ismét Irakban
1979-ben Al-Bakr utódjának, a frissen hatalomra jutott Szaddám Huszejn elnöknek meghívására Árif hazatért Irakba. Rangjának megfelelő nyugdíjat állapítottak meg számára. Visszahúzódva élt, ritkán lépett nyilvánosság elé. Egy alkalommal Szaddám engedélyezte neki, hogy elhagyja Irakot, és teljesítse a Hadzs zarándokutat. 1995-ben személyesen gratulált Szaddám elnöknek, sikeres újraválasztása alkalmából. A televíziókban és a világsajtóban közzétett látványos gesztus, a korábbi köztársasági elnök elismerő kézfogása javította az ekkor már diktátori hatalmat gyakorló Szaddám legitimitását.

### Utolsó évei
A 2003-as angol–amerikai katonai intervenció megdöntötte a Baasz párti kormányzati rendszert. Szaddám Huszejn elnököt a megszálló hadsereg katonái elfogták és kiszolgáltatták az új kollaboráns iraki kormánynak, perbe fogták és kivégezték. Az idős, 87 éves Árif exelnök nyugdíját azonban az amerikaiak által felügyelt új kormányzat is helybenhagyta, Szaddám elnökkel korábban fenntartott szívélyes viszonya ellenére.
Abd ar-Rahmán Árif elnök magas kort ért meg. 2004-ben Ammánba, Jordánia fővárosába költözött. Itt hunyt el 2007. augusztus 24-én, 91 éves korában, az Al-Huszajn katonai kórházban.

## Külső hivatkozások
- Abdel Rahman Aref, in: Munzinger-Archiv Online, Internationales Biographisches Archiv, 37/1969, 1969. szeptember 1. (németül)
- Irak történelme, jelképei és vezetői (WorldStatesmen.org) (angolul)
- Remembering Aref - Documenumfilm összefoglaló (trailer), Wafaa' Al-Natheema, 2007. szeptember 25. (angolul)
- Edmund A. Ghareeb – Beth Dougherty : Historical Dictionary of Iraq, The Scarecrow Press, Inc., Lanham, Maryland and Oxford, 2004.

| Elődje: Abd asz-Szalám Árif | Az Iraki Köztársaság elnöke 1966–1968 | Utódja: Ahmed Haszan al-Bakr |